# Careggine
Careggine is een gemeente in de Italiaanse provincie Lucca (regio Toscane) en telt 629 inwoners (31-12-2004). De oppervlakte bedraagt 24,5 km², de bevolkingsdichtheid is 26 inwoners per km².

## Demografie
Careggine telt ongeveer 283 huishoudens. Het aantal inwoners daalde in de periode 1991-2001 met 14,9% volgens cijfers uit de tienjaarlijkse volkstellingen van ISTAT.
| Jaar | Inwoneraantal |
| ---- | ------------- |
| 1991 | 754           |
| 2001 | 642           |

## Geografie
De gemeente ligt op ongeveer 882 m boven zeeniveau.
Careggine grenst aan de volgende gemeenten: Camporgiano, Castelnuovo di Garfagnana, Molazzana, Stazzema, Vagli Sotto.

## Geboren
- Marco Tardelli (24 september 1954), voetballer

Altopascio · Bagni di Lucca · Barga · Borgo a Mozzano · Camaiore · Camporgiano · Capannori · Careggine · Castelnuovo di Garfagnana · Castiglione di Garfagnana · Coreglia Antelminelli · Fabbriche di Vallico · Forte dei Marmi · Fosciandora · Gallicano · Giuncugnano · Lucca · Massarosa · Minucciano · Molazzana · Montecarlo · Pescaglia · Piazza al Serchio · Pietrasanta · Pieve Fosciana · Porcari · San Romano in Garfagnana · Seravezza · Sillano · Stazzema · Vagli Sotto · Vergemoli · Viareggio · Villa Basilica · Villa Collemandina
1. ↑  https://demo.istat.it/?l=it.